# アーレンダール

アーレンダールの紋章

アーレンダールの位置

アーレンダール （Arendal [ˈɑːrənˈdɑːl] ( 音声ファイル)）は、ノルウェー、アグデル県の都市・自治体。面積270平方キロメートル、人口39,826人（2004年）。アグデル県の県都で、かつてはアウスト・アグデル県の県都でもあった、南西はグリムスタ、北西はフロンランとトヴェデストランと接する。

## 歴史
アーレンダールは1500年代半ばに誕生した。当時はアレンダル（Arendall）といった。
クリスチャンサンがデンマーク王クリスチャン4世によって1641年につくられ、王は市民にアウスト・アグデル県とヴェスト・アグデル県の全貿易の独占権を市民に与えた。この特権があり補助金を得て防御を固めるクリスチャンサンは、難しい立場にいた。アーレンダールの町と農民のどちらにも、クリスチャンサンの優遇は耐えがたいことであった。結果として、アーレンダールは1622年に許しをもらい、クリスチャンサンに貿易の中心が移るまで材木を積む場所であり続けた。 
町に市場市の特権が与えられたのは1723年である。しかし市周辺の農民たちは法律によってアーレンダールでしか品物を売ることができず、彼らは小型帆船に荷物をのせて密輸し、デンマーク、バルト海沿岸都市、イングランドで品物を売った。
この状態は1735年まで続き、同じ年にアーレンダールは完全なチャーターを授けられた。このチャーターはトウモロコシ輸入の特権としてデンマークへ納める税金が付随されており、そのせいでひどい貧困と飢えが周辺農民に蔓延した。このために多くの有名な反乱が起きた。 
反乱の結果として、クリスチャンサンのような町の特権をもつアーレンダールは、王家の宣言によって明らかに1768年に終わりを迎えた。しかし問題は終わりでなかった。クリスチャン・ロフトフスという農民が起こした1786年の反乱は、政府に抑圧された貿易の改善がみられたが、ロフトフスは獄中で急死した。
アーレンダールでは水運、造船と材木貿易、アウスト・アグデル地方の重要な産業である鉄の採掘を行っている。19世紀終わりにアーレンダールは多くの裕福な船のオーナーらを輩出し、主要な運搬港とされていた。 1939年にはノルウェーで4番目に大きなタンカーを保有していた。 
今日のアーレンダールは小型船の建造、世界でも指折りの大きさの炭化ケイ素精製プラントと同様に電機産業の工場を持つ。

### 名前の由来
古いノース語でおそらく*Arnardalrから発祥した。arnarはワシを意味するornが転じたもので、dalrは谷を意味する。

### 紋章
古い紋章を参考にした現在のものは1924年から使用されている。帆船を表す。

## 市の光景

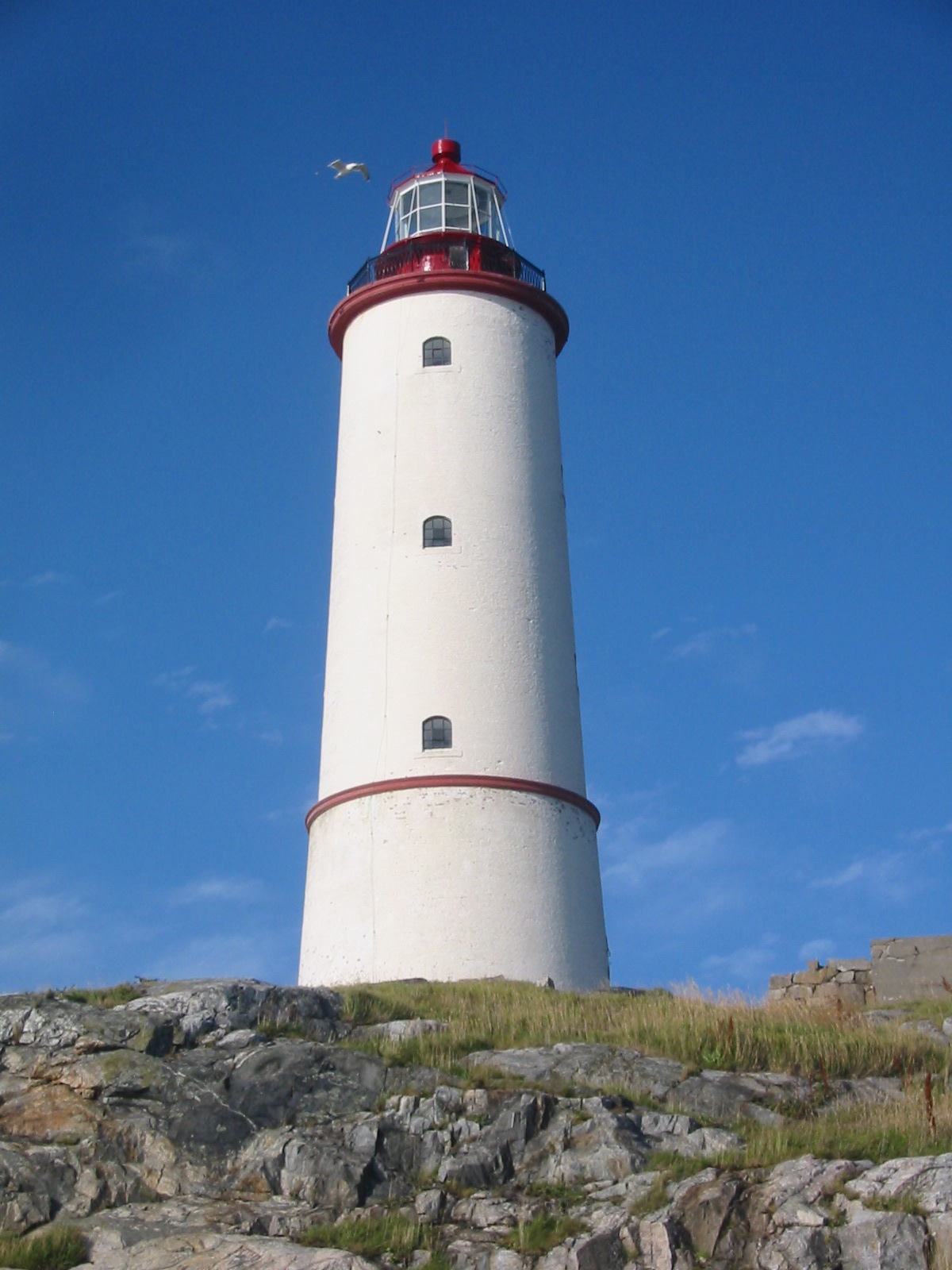
リール・トルンゲン灯台

市中心街の中程には1600年代に建てられた木造建築が残る地域がある。この地域はティホルメンと呼ばれ、19世紀以前に建てられた建物が残る。アーレンダールの内港はポーレンといい、魚市場とパブ、レストランが立ち並ぶ。

### ストール・トルンゲン灯台
ストール・トルンゲン灯台はアーレンダール市の外側の島に立つ。1844年に建設され、1914年に電化された。高さ34.3メートル、2代目のレンズが含まれる。55分ごとに市からの船が到着するのに対応する。

### リール・トルンゲン灯台
リール・トルンゲン灯台はアーレンダール外の小島に立つ。高さ28.9メートルである。ストール・トルンゲン灯台と双子の灯台として建設され、どちらもアーレンダールへ就航する船のために構えられている。

## 文化

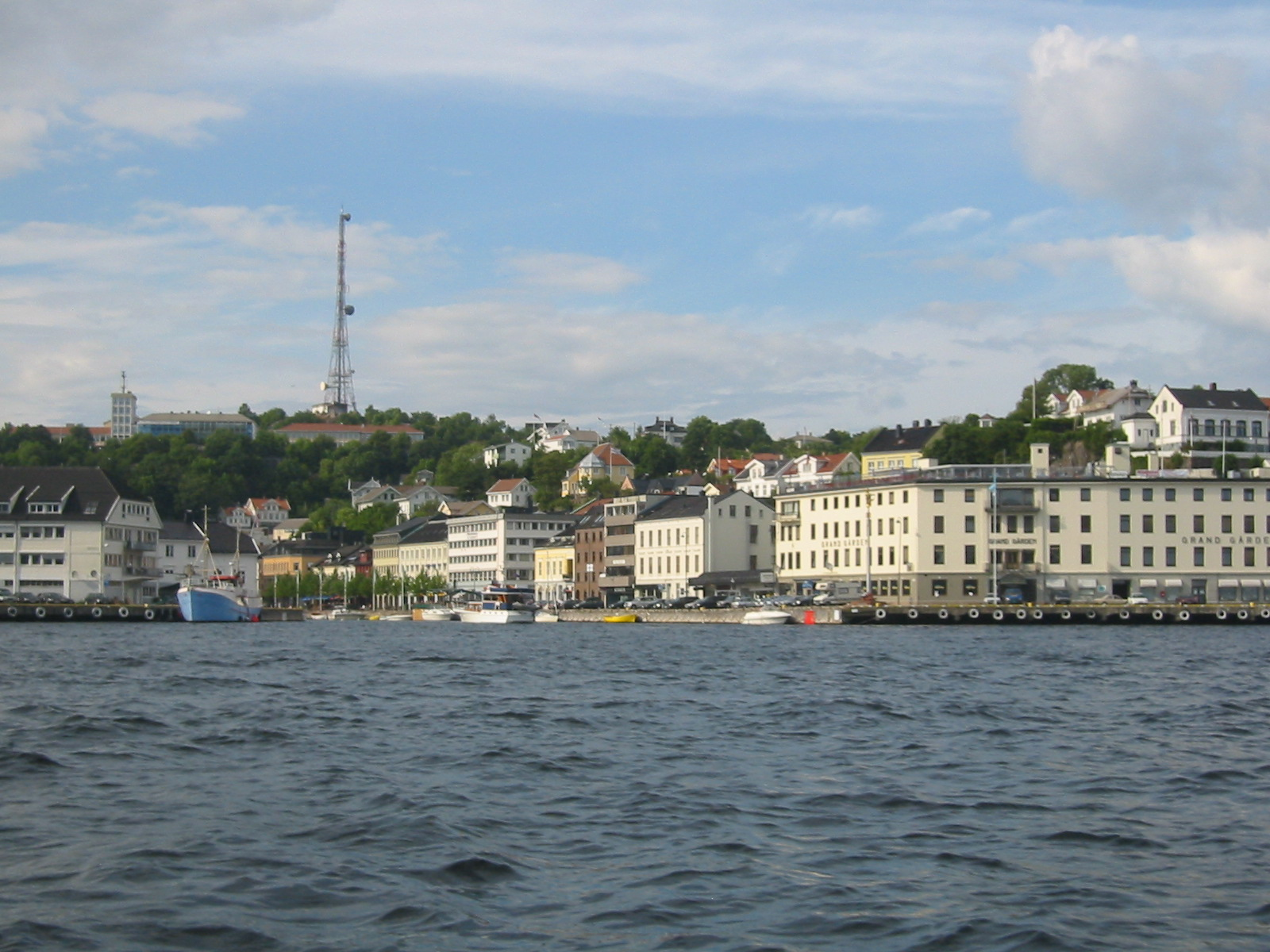
Arendal viewed from the harbour

アーレンダール・ジャズ・アンド・ブルース・フェスティヴァルが開催されている。

## メルドー島
スカゲラック海峡に面する海岸から遠く離れた島メルドーは17世紀から18世紀に輸出港として栄え、現在は博物館とキオスク、そして砂浜がある。夏期には毎日アーレンダールから島へ向かう定期船がでている。

## 交通
アーレンダール近くにE18が通る。鉄道のアーレンダールスバネン線がネルアウグを走りソーランドスバネン線と連結する。

## 姉妹都市
- レーゼクネ , ラトヴィア
- シルケボー , デンマーク
- カルマル , スウェーデン
- サヴォンリンナ , フィンランド
- アールボルグ , アイスランド